# Johan Kjeldahl
 (avril 2021).
Si vous disposez d'ouvrages ou d'articles de référence ou si vous connaissez des sites web de qualité traitant du thème abordé ici, merci de compléter l'article en donnant les références utiles à sa vérifiabilité et en les liant à la section « Notes et références ».
Johan Gustav Christoffer Thorsager Kjeldahl (né le 16 août 1849 à Jægerspris et mort le 18 juillet 1900 à Copenhague) est un chimiste danois qui a développé une méthode pour mesurer le taux d'azote dans la matière organique.

## Biographie

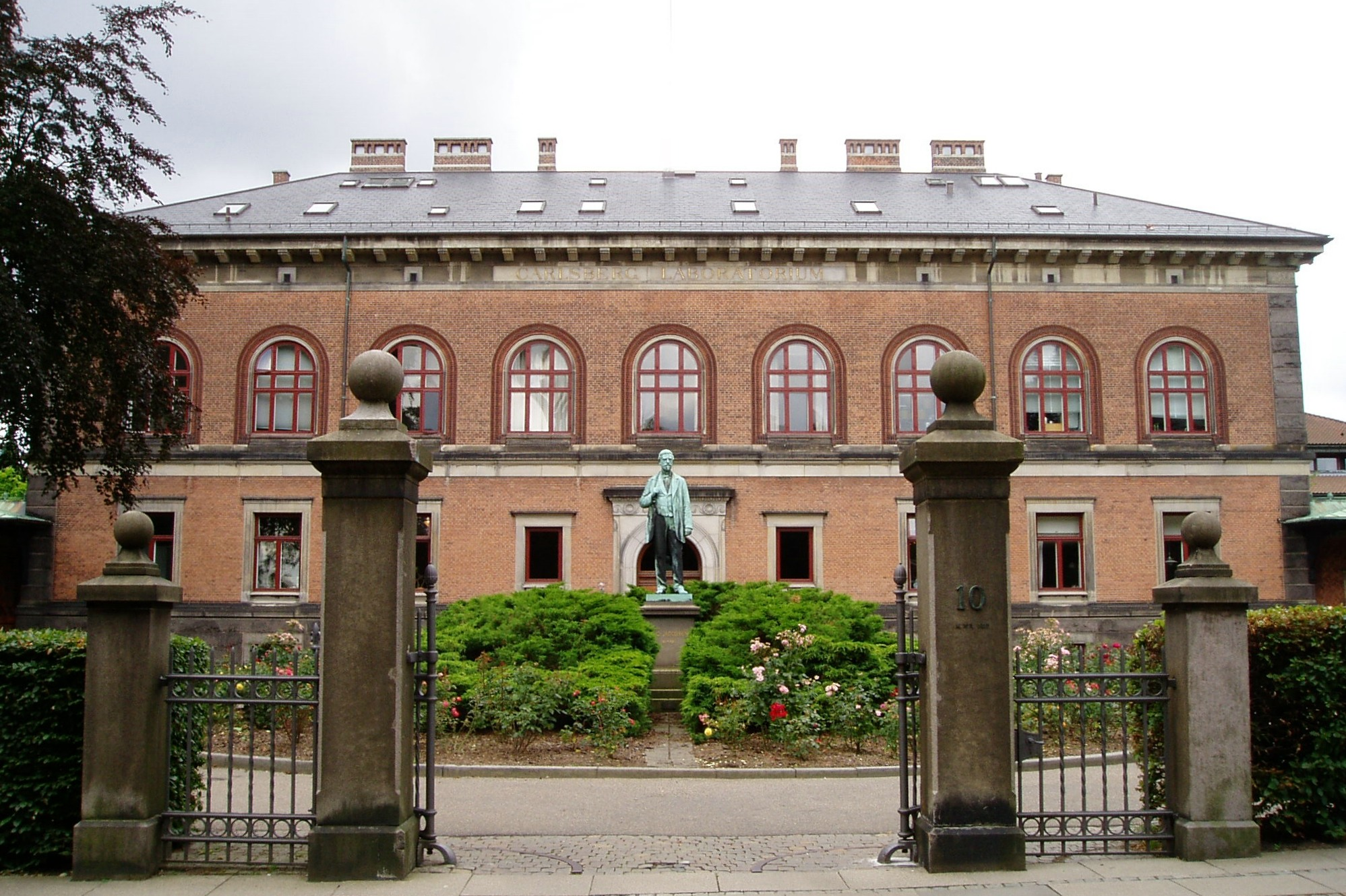
Le Carlsberg Laboratory, avec la statue de Kjeldahl

Kjeldahl travaillait à Copenhague, au Laboratoire Carlsberg (en)Carlsberg Laboratory, en association avec la brasserie Carlsberg, dont il dirigea le département de chimie de 1876 à 1900.
On lui confia la recherche d'une méthode permettant de déterminer la quantité de protéines présente dans le grain de malt utilisé pour la fabrication de la bière ; en effet, moins le malt contient de protéines plus il fournit de bière. Kjeldahl trouva une réponse en développant une technique permettant de déterminer avec précision la concentration en azote.
Le 7 mars 1883, Johan Kjeldahl présenta sa méthode aux chimistes danois. Sa technique de laboratoire pour l'analyse de l'azote et de protéine à la brasserie de Carlsberg est toujours la méthode universellement admise pour ce dosage. Bien que d'autres méthodes prétendent être plus rapides et plus efficaces, aucune ne peut traiter, comme la méthode originale de Johan Kjeldahl, une variété aussi importante de tailles ou d'états des échantillons.
L'équipement de Kjeldahl est utilisé intensivement partout dans le monde.
Johan Kjeldahl mourut le 18 juillet 1900 à Copenhague, à l'âge de 50 ans.

## Distinctions
- Chevalier de l'ordre de Dannebrog